# Kerk van de Heilige Maagd Maria-Tenhemelopneming (Caselle Landi)
De Kerk van de Heilige Maagd Maria-Tenhemelopneming (Italiaans:Chiesa dell'Assunzione della Beata Vergine Maria) is een kerk in de Italiaanse plaats Caselle Landi, gewijd aan de heilige Maria.

## Galerij

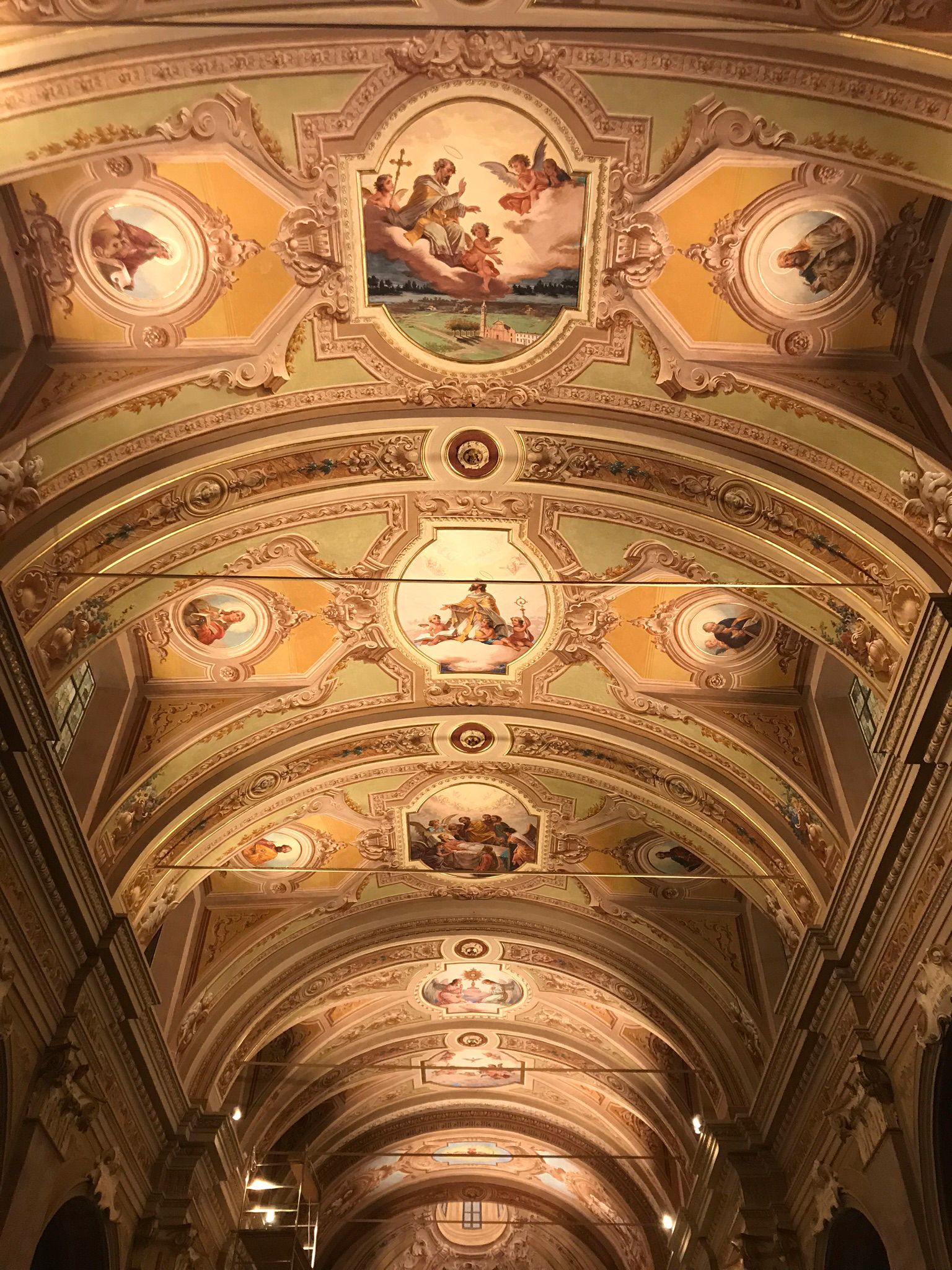
Schip
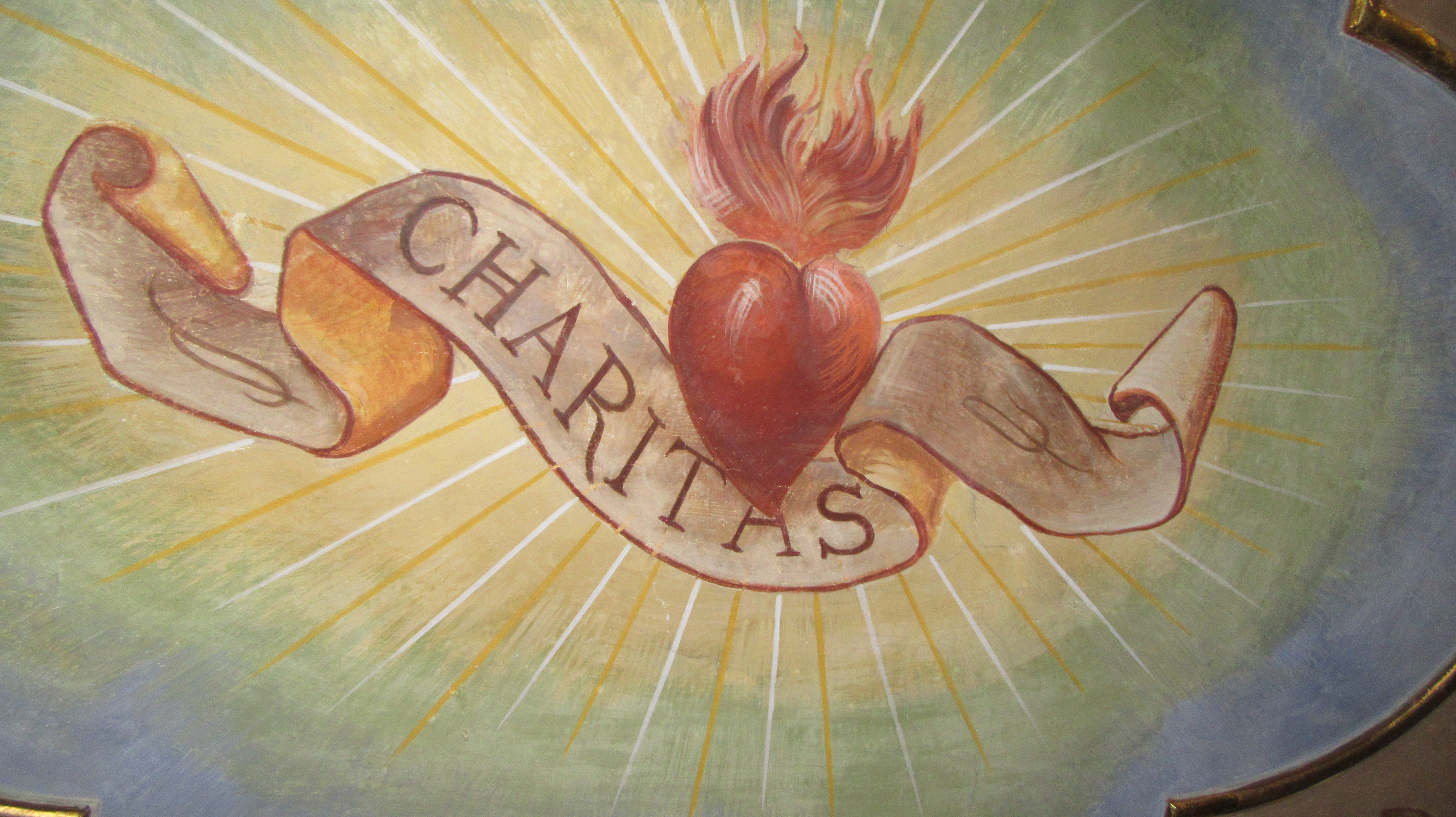
Fresco van het Heilig Hart, op de apsis
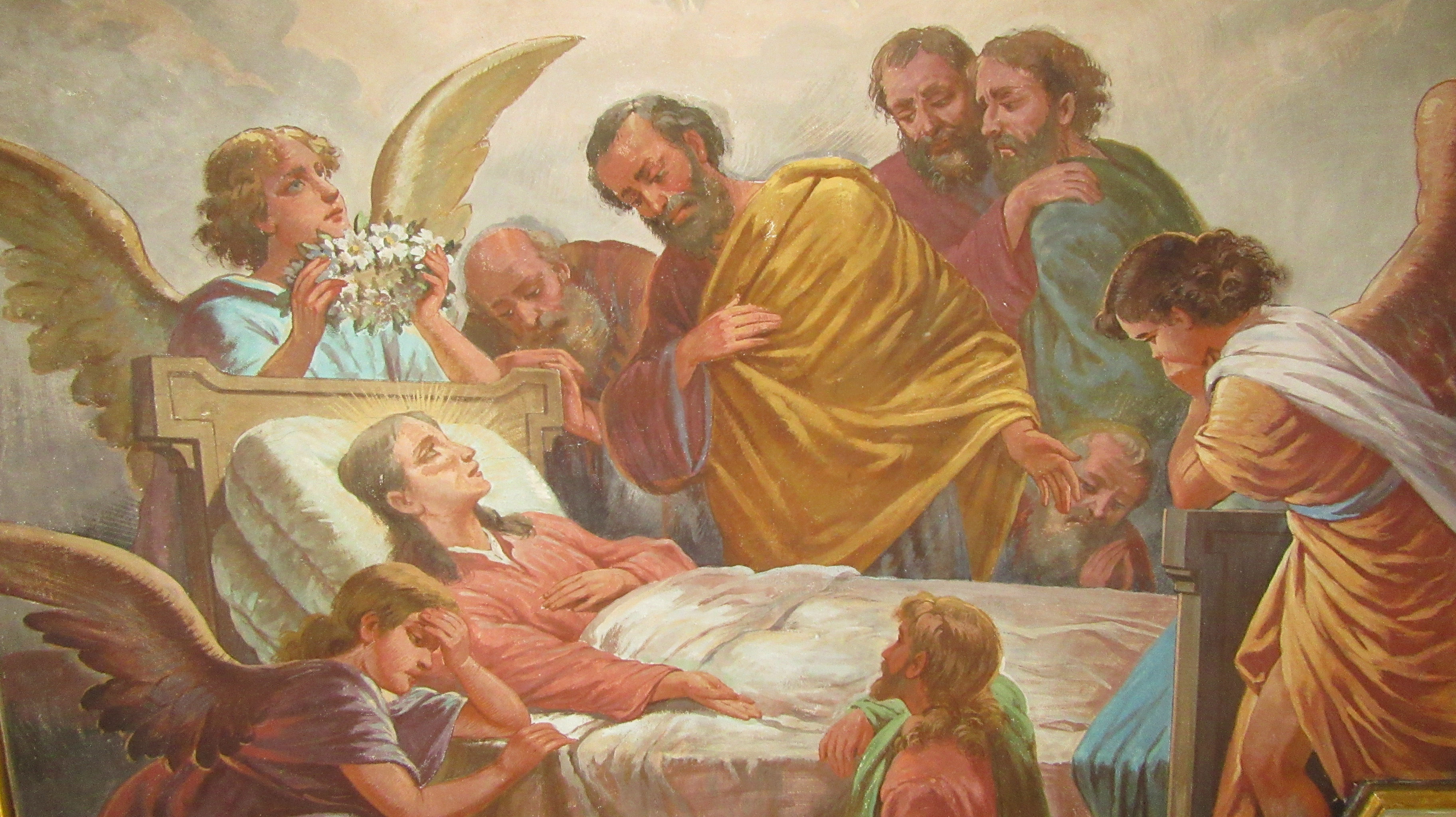
Fresco van Dormition, op het middenschip
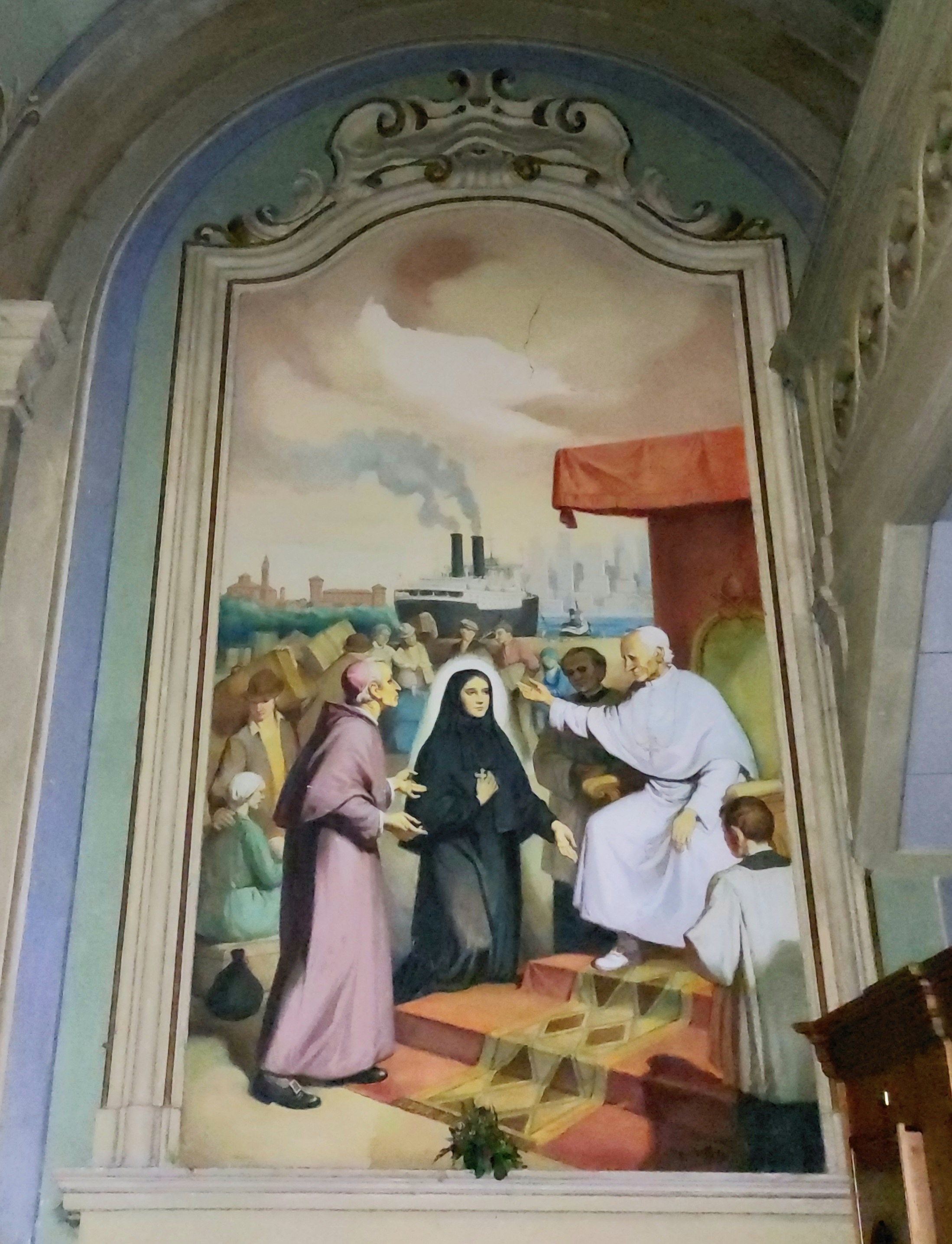
Fresco van Moeder Cabrini, werk van Luigi Arzuffi (1984)